# Saská armáda
Saská armáda (Sächsische Armee) byla armáda Saského kuřfiřtství, později království.

## Historie

### Sedmiletá válka
Roku 1756 bylo Sasko přepadeno Pruskou armádou. Většina Saské armády kapitulovala v táboře u Pirny.

### Napoleonské války
V roce 1806 musela bojovat Saská armáda po boku Pruské armády proti Francii. Sasové se podíleli na vpádu do Ruska v roce 1812 kdy tvořili VII. sbor francouzské Velké armády.